# Villas II
Villas II är en ort i Mexiko.   Den ligger i kommunen Tijuana och delstaten Baja California, i den nordvästra delen av landet, 2 300 km nordväst om huvudstaden Mexico City. Villas II ligger 192 meter över havet och antalet invånare är 127.
Terrängen runt Villas II är kuperad åt nordost, men åt sydväst är den platt. Runt Villas II är det tätbefolkat, med 913 invånare per kvadratkilometer. Närmaste större samhälle är Tijuana, 8,2 km nordost om Villas II.